# Neophylax koizumii
Neophylax koizumii is een schietmot uit de familie Uenoidae. De soort komt voor in het Palearctisch gebied.